# Gran Turismo 6
Gran Turismo 6 (ook wel bekend als GT6) is een racespel ontwikkeld door Polyphony Digital voor de PlayStation 3. Het spel werd op 6 december 2013 uitgebracht door Sony Computer Entertainment en is het zesde deel van de computerspelserie.
In het spel heeft de speler beschikking over 1200 auto's, waarmee op 33 verschillende parcoursen kan worden gespeeld.

## Ontwikkeling
In december 2011 kondigde de bedenker en ontwerper van de computerspelserie, Kazunori Yamauchi, aan dat er gewerkt werd aan een zevende deel. Medewerkers werden in april 2012 gezien bij het Mount Istanbul Circuit, waar ze het parcours aan het fotograferen en meten waren. Deze medewerkers bevestigden dat het parcours deel zal uitmaken van Gran Turismo 6.
Het spel werd op 15 mei 2013 officieel aangekondigd tijdens het vijftienjarig jubileum van de computerspelserie, wat gehouden werd op het Silverstone Circuit. Ondanks de aankondiging van de PlayStation 4 is het spel alleen uitgebracht voor de PlayStation 3.
| Recensiescore            | Recensiescore |
| Recensieverzamelaar      | Score         |
| ------------------------ | ------------- |
| GameRankings             | 81.55%        |
| Metacritic               | 81 uit 100    |
| Publicist                | Score         |
| Computer and Video Games | 8/10          |
| Eurogamer                | 9/10          |
| Game Informer            | 8/10          |
| Gamer.nl                 | 8,5/10        |
| GameSpot                 | 7/10          |
| GamesRadar+              | 4,5/5         |
| IGN                      | 8/10          |
| IGN Benelux              | 8,9/10        |
| Power Unlimited          | 87 uit 100    |
| Tweakers                 | 8/10          |

## Trivia
- Dit is het eerste spel in de serie waarin de speler de kleur van de prijzenwagens mag kiezen.
- De Credits zijn nu beperkt bij 50.000.000. Ter vergelijking: in Gran Turismo 5 waren de credits beperkt tot 20.000.000.
- Van veel raceauto's die beschikbaar zijn in Gran Turismo 5 is de naam veranderd. Sommige kregen een kleine naamswijziging (bijvoorbeeld het achtervoegsel "Race Car" verloren), en andere auto's kregen een grote naamswijziging (een voorbeeld is de Peugeot 905 Race Car '92, aangeduid als Peugeot 905B Evo 1 Bis LM '92 in dit spel).
- Dit is de eerste game in de serie die geen Used Car Dealerships bevat sinds Gran Turismo 3: A-Spec. In plaats daarvan kunnen alle standaardauto's samen met de premiumauto's worden gekocht bij de dealer van de fabrikant.